# Макдэниел, Хэтти
Хэтти Макдэниел (англ. Hattie McDaniel, 10 июня 1893[…], Уичито, Канзас — 26 октября 1952, Вудленд-Хиллз, Калифорния) — американская актриса, комедиантка и певица.
Первая афроамериканка, удостоенная премии «Оскар» (1940). Макдэниел также выступала на театральной сцене и снималась на телевидении. Помимо этого, она была первой темнокожей артисткой, исполнившей свои песни на американском радио. Актриса снялась более чем в 300 фильмах, но в большинстве из них её имя даже не указывалось в титрах.

## Ранняя жизнь
Хэтти Макдэниел родилась 10 июня 1893 года в городе Уичито штата Канзас. Она была самой младшей в семье из тринадцати детей. Её отец — бывший раб и солдат Гражданской войны в США Генри Макдэниел, мать — Сьюзан Холберт, исполнительница религиозных песен.
В 1900 году семейство переехало в Колорадо, где сначала поселилось в городке Форт-Коллинз, а затем в Денвере, где и прошло детство Макдэниел. С 1908 по 1910 год обучалась в старшей школе Восточного Денвера.

## Карьера

### Первые работы
Интерес к выступлениям у Макдэниел появился во время обучения в школе. Она начала работать с труппой своего брата Отиса Макдэниела в шоу менестрелей. В 1914 году Хэтти и её сестра Этта основали McDaniel Sisters Company, состоявшее исключительно из женщин. После смерти Отиса в 1916 году труппа начала терять деньги и шоу вскоре прекратило своё существование.
С 1920 по 1925 год Макдэниел гастролировала с темнокожим ансамблем Melody Hounds. В середине 1920-х годов будущая актриса начала карьеру на радио Денвера. В 1927—1929 годы она записала несколько своих песен, сначала в компании Okeh Records, а позже и на Paramount Records в Чикаго. После краха фондовой биржи в 1929 году Макдэниел потеряла работу, и единственным её заработком стали подработки уборщицей в клубе «Мадрид» неподалёку от Милуоки. Со временем, несмотря на сомнения владельца, она стала исполнять различные номера на сцене клуба.
В 1931 году Хэтти Макдэниел переехала в Лос-Анджелес, где жили две её сестры, Этта и Орлена, и брат Сэм. Первые попытки Макдэниел стать киноактрисой оказались неудачными, и в начальный период проживания в Лос-Анджелесе она работала поваром. Её брат вскоре устроился ведущим на радио и спустя некоторое время помог сестре пробиться в эфир. Хэтти Макдэниел стала ведущей собственного шоу, которое приобрело большую популярность. Но зарплата была настолько низкой, что ей пришлось покинуть радио и устроиться горничной. Однако Макдэниел не оставляла шансов начать кинокарьеру, и в 1932 году ей всё же удалось заполучить эпизодическую роль в фильме «Золотой Запад», ставший дебютом актрисы на большом экране.
В начале 1930-х годов она снялась во многих фильмах, играя в основном певиц или исполнительниц в хоре, причём в большинстве из них её имя не значилось в титрах. В 1934 году Хэтти Макдэниел вступила в Гильдию киноактёров США, и с этого времени стала получать более значимые роли в кино. Фильм «Судья Прист» (1934) стал первым, в титрах которого значилось имя актрисы. В дальнейшем она сыграла довольно крупные роли в таких фильмах, как «Плавучий театр» (1936), «Саратога» (1937), «Чистосердечное признание» (1937) и некоторых других.

### «Унесённые ветром» и премия «Оскар»

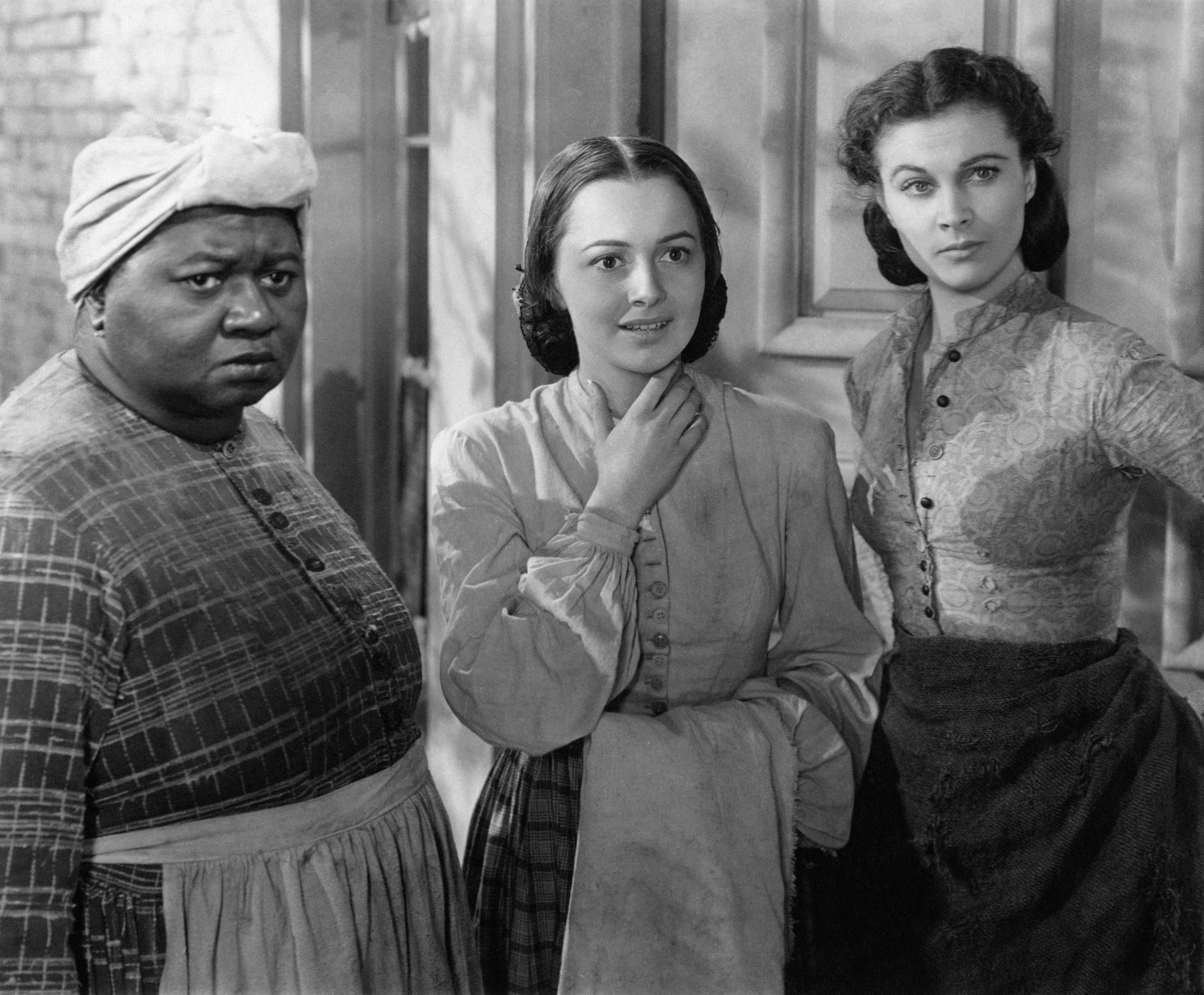
С Оливией де Хэвилленд и Вивьен Ли в фильме «Унесённые ветром»

Хэтти стала довольно востребована в Голливуде и обзавелась дружескими отношениями с такими звёздами, как Джоан Кроуфорд, Бетт Дейвис, Генри Фонда, Рональд Рейган, Оливия де Хэвилленд и Кларк Гейбл. Именно Гейбл помог Макдэниел получить роль Мамушки в фильме «Унесённые ветром», хотя за этого персонажа боролись почти столько же актрис, как и за героиню Скарлетт. Даже Элеонора Рузвельт обращалась к продюсеру фильма Дэвиду Селзнику с просьбой взять на роль Мамушки её собственную горничную Элизабет Макдаффи. Сама Макдэниел не думала, что ей достанется роль, поскольку на тот момент она стала известна в основном как комедийная актриса. Тем не менее, она пришла на прослушивание в настоящей униформе горничной и в итоге была утверждена.
Премьера «Унесённых ветром» была намечена на 15 декабря 1939 года в Атланте в присутствии всех актёров, снявшихся в ленте. Но в тот день все темнокожие актёры фильма были вычеркнуты из списка приглашённых, включая и Хэтти. Продюсер картины Дэвид Селзник прилагал усилия для допуска Макдэниел на премьеру, но руководство Metro-Goldwyn-Mayer не рекомендовало этого из-за тогдашних законов штата Джорджия, согласно которым актрисе пришлось бы жить в отеле для темнокожих и сидеть на показе отдельно от своих коллег. Кларк Гейбл аналогично пытался добиться присутствия Макдэниел и грозился бойкотировать премьеру, но она сама уговорила его поехать. Несмотря на трудности, возникшие в Атланте, Макдэниел смогла посетить показ фильма в Голливуде 28 декабря 1939 года.
Роль Мамушки принесла актрисе большую популярность, и в 1940 году она стала обладательницей премии «Оскар» за лучшую женскую роль второго плана. Макдэниел стала первой афроамериканкой, одновременно номинированной на награду и удостоенной её. На церемонии вручения премии «Оскар», проходившей в отеле, она и её белый агент Уильям Мейкледжон сидели за отдельным столиком в конце зала. Правила отеля запрещали въезд и проживание темнокожим, но для Макдэниел было сделано исключение. Актриса столкнулась с дискриминацией и после церемонии награждения, когда её белые коллеги по фильму пошли в клуб «без чёрных», где Макдэниел попросту отказали в посещении. Тем не менее, после выхода «Унесённых ветром» она стала частым гостем на многих голливудских вечеринках, чему также порой способствовал Кларк Гейбл.

### Последующие годы
В последующие годы актриса многократно играла в кино роли горничных и прислуг. Среди фильмов с её участием наиболее знаменитыми стали «В этом наша жизнь» (1942), «Благодари судьбу» (1943) и «С тех пор как вы ушли» (1944).
Хэтти Макдэниел стала прототипом для создания образа темнокожей хозяйки Тома (Мамочка Два Тапочка (англ. Mammy Two Shoes)) в мультсериале «Том и Джерри». Этот персонаж впервые появился в 1940 году в эпизоде «Разбитые надежды».
Во время Второй мировой войны Хэтти Макдэниел была председателем «Негритянского дивизиона голливудского комитета победы» и была организатором концертов для солдат на военных базах.
На большом экране в последний раз она появилась в 1949 году в фильме «Большое колесо», но после этого в течение последующих лет она продолжала активную работу на радио и телевидении. Её комедийный радиосериал «Бьюла» пользовался большой популярностью у аудитории, и она снялась в его телеверсии на канале ABC.

## Личная жизнь
Данные о количестве браков актрисы до 1941 года противоречивы, по разным источникам, их было два или три. Согласно самому раннему сертификату о браке, первый раз она вышла замуж в январе 1911 года за Говарда Хикмена. Однако их союз просуществовал всего четыре года из-за смерти Хикмена от пневмонии в марте 1915 года.
В 1922 году мужем Макдэниел стал Джордж Лэнгфорд, погибший от огнестрельного ранения через несколько месяцев после их свадьбы (по другим источникам, в 1925 году). Также, по некоторым сведениям, актриса была замужем за Нимом Лэнкфардом.
В 1941 году Хэтти Макдэниел вступила в брак с продавцом недвижимости Джеймсом Ллойдом Кроуфордом, а спустя год она приобрела большой двухэтажный особняк в Пасадине. В 1945 году Макдэниел сообщила прессе о своей беременности. Она купила вещи для младенца и оборудовала детскую комнату, однако её планы были разрушены после сообщения доктора о ложной беременности. У Макдэниел началась депрессия, и в том же году она развелась с мужем. По словам актрисы, причиной развода послужила зависть мужа к карьере Макдэниел и частые угрозы убить её.

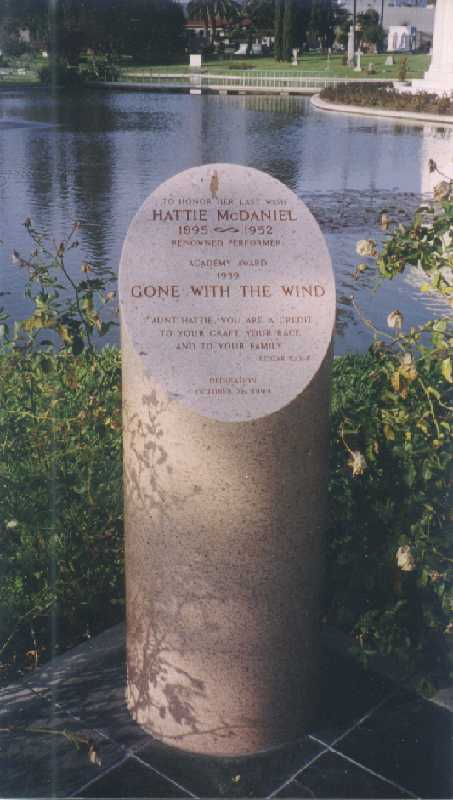
Кенотаф в честь Макдэниел

Последним супругом Макдэниел был декоратор Ларри Уильямс, за которого она вышла замуж летом 1949 года. Однако уже через год пара рассталась. На процедуре развода актриса расплакалась и заявила, что муж пытался рассорить её с коллегами по радиопрограмме и всячески мешал ей работать.

## Болезнь и смерть
В августе 1951 года Макдэниел была госпитализирована в больницу Темпл в Лос-Анджелесе после перенесённого инсульта, осложнённого диабетом и сердечными заболеваниями. В 1952 году у актрисы выявили рак молочной железы.
Макдэниел скончалась 26 октября 1952 года на 60-м году жизни в больнице при Доме киноактёров в Вудленд-Хиллз от последствий болезни. В своём завещании она написала о желании быть похороненной в белом гробу под белоснежным покрывалом, с красными розами на подушке, на кладбище Hollywood Forever, где покоятся такие звёзды кино, как Рудольф Валентино, Дуглас Фэрбенкс и многие другие. Однако владелец кладбища Джулс Рот не дал на это своё согласие, поскольку в то время оно предназначалось только для похорон белых. В итоге актриса была погребена на кладбище Роуздэйл.

## Достижения и наследие
В 1999 году новый владелец Hollywood Forever Тайлер Кэссети предложил родственникам Макдэниел перезахоронить её на его кладбище, но те отказались, сославшись на большой срок с момента похорон. Тогда на кладбище Hollywood Forever был построен большой кенотаф в честь актрисы.
После смерти Макдэниел её статуэтка «Оскара» была передана в Говардский университет в Вашингтоне, но в конце 1960-х годов во время городских беспорядков она таинственным образом пропала и по сей день не найдена.
Хэтти Макдэниел имеет две звезды на Голливудской аллее славы: за свои радиоисполнения на Голливудском бульваре и за вклад в кино на Вайн-стрит. В 1975 году она посмертно была добавлена в Зал славы темнокожих деятелей кино.
29 января 2006 года была выпущена почтовая марка с изображением Хэтти Макдэниел. На марке была репродукция фотографии актрисы 1941 года, а её цена составляла 39 центов.

## Избранная фильмография
| Год  |   | Русское название           | Оригинальное название         | Роль                 |
| ---- | - | -------------------------- | ----------------------------- | -------------------- |
| 1934 | ф | Судья Прист                | Judge Priest                  | тётушка Дилси        |
| 1934 | ф | Имитация жизни             | Imitation of Life             | женщина на похоронах |
| 1935 | ф | Китайские моря             | China Seas                    | Изабель Маккарти     |
| 1936 | ф | Плавучий театр             | Show Boat                     | Куини                |
| 1937 | ф | Саратога                   | Saratoga                      | Розетта              |
| 1937 | ф | Ничего святого             | Nothing Sacred                | миссис Уокер         |
| 1937 | ф | Чистосердечное признание   | True Confession               | Элла                 |
| 1939 | ф | Унесённые ветром           | Gone With the Wind            | Мамушка              |
| 1941 | ф | Великая ложь               | The Great Lie                 | Вайолет              |
| 1941 | ф | Почтительнейше ваш         | Affectionately Yours          | Синтия               |
| 1941 | ф | Они умерли на своих постах | They Died with Their Boots On | Калли                |
| 1942 | ф | В этом наша жизнь          | In This Our Life              | Минерва Клей         |
| 1944 | ф | С тех пор как вы ушли      | Since You Went Away           | Фиделия              |
| 1946 | ф | Песня Юга                  | Song of the South             | тётя Темпи           |
| 1947 | ф | Пламя                      | The Flame                     | Селия                |

## Награды
- 1940 — Премия «Оскар» за лучшую женскую роль второго плана («Унесённые ветром»)